# Maëlle Pariez
Maëlle Pariez est une boxeuse française née le 24 juillet 1990. Cette pratiquante professionnelle de boxe thaï, kun khmer et k1, pensionnaire du club Haute Tension à Vitry-sur-Seine, a été championne de France en 2013 et vice-championne du monde en 2015 et 2016. 
Elle a appris les arts martiaux auprès de grands maîtres et experts en France, en Thaïlande et au Cambodge qui lui ont transmis les valeurs, la culture et les rudiments des sports de combats ancestraux. Elle a réalisé la plupart de ses combats en Asie. Elle fut membre de l’équipe de France WMF/WMO en 2015 et 2016.
Maëlle Pariez mène une double carrière professionnelle puisqu'elle est également ingénieur en informatique et spécialiste en multimédia.

## Biographie
Maëlle Pariez a vécu en banlieue lyonnaise jusqu'à ses 18 ans. Elle est ensuite partie dans le sud de la France pour préparer un DUT SRC (Services et Réseaux de Communication).
Deux ans plus tard, elle rejoint l'Île-de-France pour terminer ses études par un diplôme d'ingénieur IMAC.
Maëlle a découvert la boxe vers 16-17 ans dans un club de Kick-boxing, le gury's team à Lyon pendant qu'elle préparait son baccalauréat. Ce sport a sonné comme une révélation pour elle mais, sachant qu'il était très difficile d'en vivre, elle a tenu à le pratiquer tout en maintenant en parallèle ses études et sa vie professionnelle.
Elle s'est ensuite entraînée au Saint-Raphael Sporting Club à Saint-raphaël pour progresser en full contact et en boxe thaï. Puis au Prodal Boran où elle a tout appris du kun-khmer et au Ring Olympique de Torcy pour se perfectionner en boxe anglaise.
C'est aux côtés de Jean-Marie Merchet qu'elle évolue et qu'elle est devenue boxeuse professionnelle. Elle participe ainsi au championnat de France et au championnat du monde. Elle remporte les championnats de France en 2013 et termine vice-championne du monde en 2015 et en 2016.
En 2016, Maëlle Pariez écrit un livre appelé Ma vie de boxeuse retraçant sa carrière et son quotidien de sportive, sorti le 16 juin 2017 en librairie. Ce livre, intégralement rédigé par l'auteure, est le fruit de deux années d'écriture avant d'être publié chez Budo Edition.

## Ouvrages
- Ma vie de boxeuse, Noisy-sur-École, Budo Éditions, 2017, 224 p. (ISBN 978-2-84617-397-1)